# Joe Pike
 (novembre 2023).
Si vous disposez d'ouvrages ou d'articles de référence ou si vous connaissez des sites web de qualité traitant du thème abordé ici, merci de compléter l'article en donnant les références utiles à sa vérifiabilité et en les liant à la section « Notes et références ».
Joseph « Joe » Pike est un personnage de fiction de roman policier. Créé en 1987 par l'écrivain Robert Crais, il est le partenaire intimidant du détective privé Elvis Cole. Surnommé « l'associé sociopathe », Pike est peu bavard et montre rarement ses émotions. C'est un ex-marine, ex-officier de police du LAPD qui tient une armurerie et travaille occasionnellement comme mercenaire.

## Biographie
Pike est élevé par un père alcoolique et violent, ce qui l'amène à se blinder dès son plus jeune âge. À neuf ans, après avoir été sévèrement battu par son père, il s'enfuit de la maison et se cache dans les bois environnants. Pendant qu'il écoute son père battre sa mère, il se fait trois promesses : « Ce ne sera pas toujours ainsi. Je vais devenir fort. Je ne ferais pas le mal. »
Alors que Pike a 14 ans et court dans la forêt, suivant en cela l'entraînement du manuel des Corps des Marines qu'il a acheté d'occasion dans une librairie, il tombe sur trois adolescents de 17 ans, deux garçons et une fille, qui s'apprêtent à enflammer un chat vivant. Joe réussit à les distraire pour permettre au chat de s'échapper. Les garçons s'attaquent alors à lui et le tabassent. Pike retrouve la trace du plus vieux garçon, l'estropie en lui brisant un genou avec une batte de baseball, l'humiliant et l'empêchant d'entrer dans l'armée.
Pike s'engage tôt dans les Marines et est un soldat exemplaire. Il est choisi pour la "Force Recon" (unité de reconnaissance des marines, NDT) et servit au Vietnam durant les derniers mois de la guerre. Il reçoit deux "Bronze Star" et deux "Purple Heart". Après quoi, il rejoint le LAPD et devint un officier de patrouille très décoré. Sa carrière de policier est brutalement interrompue après 3 ans quand il est impliqué dans la mort de son coéquipier, en défendant apparemment un pédophile. En réalité, son coéquipier se suicide, mais Pike endosse la responsabilité de sa mort et démissionne du LAPD pour que la femme et les enfants de ce coéquipier ne perdent pas leur pension.
Ne trouvant rien d'autre que le mépris et la moquerie de la part de ses anciens collègues, Pike devient mercenaire, puis intégra finalement l'agence de détective d'Elvis Cole.

## Description
Joe Pike est bien connu pour porter en permanence une paire de lunettes de soleil (de jour comme de nuit) qui dissimule ses yeux bleu intense, un jean Levi's délavé, un sweat-shirt gris aux manches coupées qui laissent apparaître des tatouages sur ses deltoïdes (deux flèches rouges qui pointent vers l'avant) et pour son attitude pragmatique. Il aime aussi la lecture, la course à pied et l'exercice physique. Pike porte habituellement un révolver Colt Python .357 doté d'un canon de 4 pouces de longueur (102 mm). Il possède aussi une carabine de chasse Remington 700.

## Caractéristiques
Pike a souvent été accusé d'être un arsenal ambulant. Outre son habituel Colt Python, il se déplace avec sur lui ou dans sa voiture un Walther TPH .22, un Beretta .25, Sig .380, un fusil à pompe sans crosse, une matraque et un couteau de combat.
Les marines lui ont enseigné le kung-fu Wing Chun et il maîtrise aussi d'autres formes d'arts martiaux comme le Taekwondo et le Dim Mak. Il pratique le Hatha Yoga.
En 2007, Crais consacre un récit à Joe Pike, Mortelle Protection (The Watchman), dans lequel le personnage s'achète une carabine de grande chasse Remington 700, en laissant Elvis Cole à l'arrière-plan de l'histoire.
L'enfance de Joe Pike est décrite dans L.A Requiem.
Il y a des similarités entre Joe Pike et le personnage Daisuke Jigen du dessin animé japonais Lupin III puisque Jisen utilise aussi  un Colt Python .357 Magnum et possède le caractère sérieux et pragmatique que n'a pas son partenaire.

## SérieElvis Cole/Joe Pike
| Année | Titre original        | Titre en français        | Traducteur        | Éditions                                       |
| ----- | --------------------- | ------------------------ | ----------------- | ---------------------------------------------- |
| 1987  | The Monkey’s Raincoat | Prends garde au toréador | Paul Kinnet       | Gallimard (Série noire) no 2159, novembre 1988 |
| 1989  | Stalking the Angel    | L'Ange traqué            | Françoise Brodsky | Seuil, septembre 1995 ; (Point), avril 1997    |
| 1992  | Lullaby Town          | Casting pour l'enfer     | Françoise Brodsky | Seuil, mai 1996 ; (Point), février 1998        |
| 1993  | Free Fall             |                          |                   |                                                |
| 1995  | Voodoo River          | Meurtre à la sauce cajun | Ropert Pépin      | Belfond, Mai 2013                              |
| 1996  | Sunset Express        |                          |                   |                                                |
| 1997  | Indigo Slam           | Indigo Blues             | Hubert Tézenas    | Belfond, avril 2002 ; Pocket, décembre 2006    |
| 1999  | L.A. Requiem          | L.A. requiem             | Hubert Tézenas    | Belfond, février 2001 ; Pocket, mai 2004       |
| 2003  | The Last Detective    | Le Dernier Détective     | Hubert Tézenas    | Belfond, 2004 ; Pocket février 2007            |
| 2005  | The Forgotten Man     | L'Homme sans passé       | Hubert Tézenas    | Belfond, janvier 2006 ; Pocket, avril 2007     |
| 2007  | The Watchman          | Mortelle Protection      | Hubert Tézenas    | Belfond, avril 2008 ; Pocket, octobre 2009     |
| 2008  | Chasing Darkness      | À l’ombre du mal         | Hubert Tézenas    | Belfond, octobre 2009 ; Pocket février 2011    |
| 2010  | The First Rule        | Règle numéro un          | Hubert Tézenas    | Belfond, janvier 2011 ; Pocket février 2012    |
| 2011  | The Sentry            | La Sentinelle de l’ombre | Hubert Tézenas    | Belfond, janvier 2012 ; Pocket 2013            |
| 2012  | Taken                 | Coyotes                  | Hubert Tézenas    | Belfond, octobre 2013                          |
| 2014  | The Promise           |                          |                   |                                                |